# 東山荘

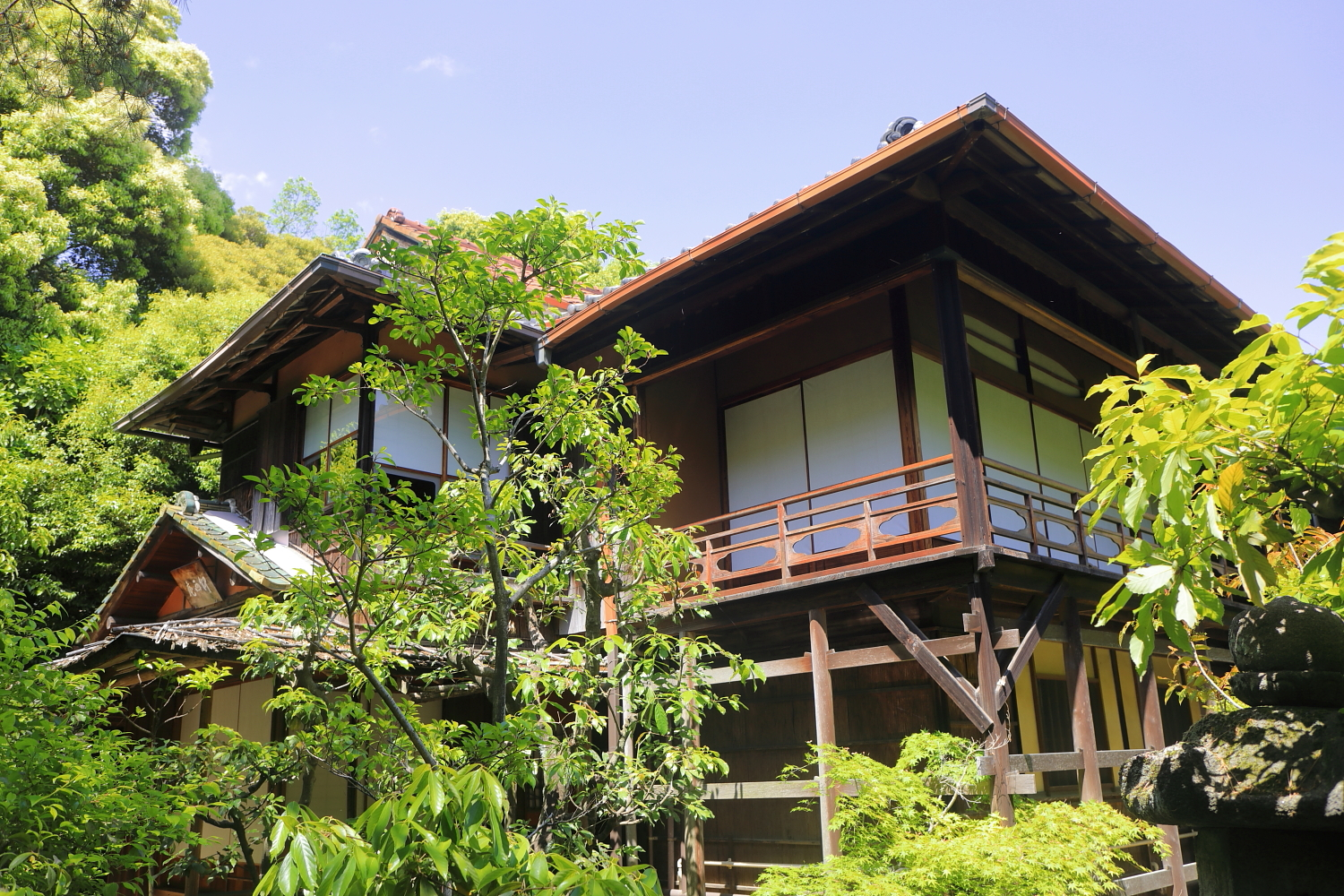
主屋
（2021年（令和3年）5月）

東山荘（とうざんそう）は、綿布問屋であった伊東信一の旧別荘である。伊東家の山荘であることから東山荘と名付けられた。

## 概要
桜の名所としても知られる名古屋市瑞穂区の山崎川沿いに、1926年（昭和元年）より10年余りの歳月をかけ建築される。1936年（昭和11年）に伊東が亡くなると、遺言により同年11月23日に名古屋市に寄贈され、1939年（昭和14年）10月3日に公園として一般開放された。1943年（昭和18年）には、戦争の激化により公開が停止され、同年10月より市長公舎として管理された。1967年（昭和42年）には、名古屋市の人口200万人突破記念事業として再度一般開放される運びとなり修復工事が行われ、翌1968年（昭和43年）4月1日より一般公開されている。
このほか、敷地内には自然の地形や樹木を活かした回遊式林泉庭園を有しており、無料開放されている。
また、1991年（平成3年）10月4日には荘門と塀が名古屋市都市景観重要建築物等に指定されたほか、2011年（平成23年）10月17日には、主屋が名古屋市認定地域建造物資産に認定され、2013年（平成25年）6月21日には主屋と正門及び塀、庭門及び塀が国の登録有形文化財に登録されている。
なお、管理・運営は指定管理者の公益財団法人名古屋市文化振興事業団が行っている。

## その他
- 熱田神宮内にある茶席「清雪庵」は、東山荘にあったものを1948年（昭和23年）に移築したものである[2][10]。

## 交通アクセス
- 地下鉄桜通線「瑞穂区役所駅」下車、徒歩約12分[11]
- 市バス「田辺通2丁目」バス停下車、徒歩約5分[11]